# Lachnaea elsieae
Lachnaea elsieae är en tibastväxtart som beskrevs av Beyers. Lachnaea elsieae ingår i släktet Lachnaea och familjen tibastväxter. Inga underarter finns listade i Catalogue of Life.